# Lawrence Grant

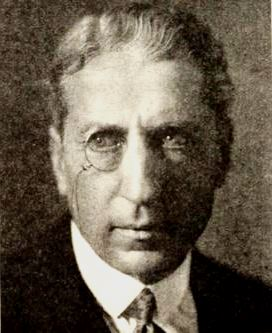
Lawrence Grant (1918)

Percy Reginald Lawrence-Grant (* 30. Oktober 1870 in Bournemouth, England; † 19. Februar 1952 in Santa Barbara, Kalifornien, USA) war ein britischer Theater- und Filmschauspieler in den USA.

## Leben
Lawrence Grant begann seine Karriere als Theaterschauspieler in Großbritannien während der 1890er-Jahre. 1908 gelangte er das erste Mal als Mitglied einer Theatergruppe auf Tournee in die Vereinigten Staaten. Er ließ sich anschließend dauerhaft in den USA nieder und war zwischen 1908 und 1922 in fast 20 Broadway-Produktionen in New York zu sehen. Nebenbei konnte er auch schon früh beim Stummfilm Fuß fassen, seine erste Filmrolle übernahm er 1915 in The Eternal City. Aus Lawrence Grant wurde ein erfolgreicher Nebendarsteller, der bis zum Jahre 1945 in insgesamt über 100 Hollywood-Filmen mitwirkte. Meistens verkörperte er würdevoll auftretende Briten wie Ärzte, Aristokraten, Politiker oder Anwälte. Seine vielleicht bekannteste Rolle war Reverend Carmichael, ein britischer Pfarrer in China, im Drama Shanghai-Express an der Seite von Marlene Dietrich.
Bei der Oscarverleihung 1931 fungierte Grant als Moderator der Veranstaltung, selbst wurde er aber nie für diesen Preis nominiert. Der Schauspieler schon war seit seiner Kindheit ein großer Bewunderer der amerikanischen Ureinwohner. Jedes Buch, das die Geschichte und die Kultur der Indianer beschrieb, wurde von ihm gelesen. Jahre später bekam er die Möglichkeit, einige Monate mit Angehörigen indianischer Stämme in Wyoming und Montana zu verbringen. Seine Erfahrungen filmte er in der zu der Zeit ersten Möglichkeit in Farbe zu drehen, Kinemacolor. Aus den Filmaufnahmen fertigte er später den Lehrfilm Travels with Kinemacolor. Lawrence Grant spielte auch nach dem Ende seiner Filmkarriere weiterhin am Theater. Als er im Sommer 1951 im Santa Barbara Lobero Theater während einer Hitzewelle vier Vorstellungen in kurzer Zeit gab, wurde seine Gesundheit geschädigt. Er starb im darauffolgenden Februar im Alter von 81 Jahren.

## Filmografie (Auswahl)
- 1915: The Eternal City
- 1924: Der lachende Kavalier (His Hour)
- 1926: Hoheit inkognito (The Duchess of Buffalo)
- 1926: Die Großfürstin und ihr Kellner (The Grand Duchess and the Waiter)
- 1927: Wie Madame befehlen (Service for Ladie1s)
- 1927: Der Gentleman von Paris (A Gentleman of Paris)
- 1927: Das Wiener Lied (Serenade)
- 1928: Vier Herren suchen Anschluß (Red Hair)
- 1928: Die Dame aus Moskau (The Woman From Moscow)
- 1928: Einmal kommt der Tag (Doomsday)
- 1929: Eine Nacht im Prater (The Case of Lena Smith)
- 1929: Die Stimme aus dem Jenseits (The Canary Murder Case)
- 1929: Bulldog Drummond
- 1932: Shanghai-Express (Shanghai Express)
- 1932: Ein Dieb mit Klasse (Jewel Robbery)
- 1932: Der Theaterprofessor (Speak Easily)
- 1932: Die Maske des Fu-Manchu (The Mask of Fu Manshu)
- 1933: The Secret of Madame Blanche
- 1933: Kavalkade (Cavalcade)
- 1933: Ein Mann geht seinen Weg (Looking Forward)
- 1933: Königin Christine (Queen Christine)
- 1933: Bei Kerzenlicht (By Candlelight)
- 1934: Das Rätsel von Monte Christo (The Count of Monte Cristo)
- 1935: Tolle Marietta (Naughty Marietta)
- 1935: Der Teufel ist eine Frau (The Devil is a Woman)
- 1935: Der Werwolf von London (Werewolf of London)
- 1935: Der Weg im Dunkel (The Dark Angel)
- 1935: Flucht aus Paris (A Tale of Two Cities)
- 1936: The White Angel
- 1936: Der kleine Lord (Little Lord Fountleroy)
- 1936: Maria von Schottland (Mary of Scotland)
- 1936: In den Fesseln von Shangri-La (Lost Horizon)
- 1936: Unter der roten Robe (Under the Red Robe)
- 1937: Confession
- 1937: Der Gefangene von Zenda (The Prisoner of Zenda)
- 1938: Blaubarts achte Frau (Bluebeard’s Eighth Wife)
- 1938: Marie-Antoinette
- 1938: Gauner mit Herz (The Young in Heart)
- 1939: Frankensteins Sohn (Son of Frankenstein)
- 1939: Ninotschka (Ninotchka)
- 1939: Herrscher der Meere (Rulers of the Sea)
- 1940: Women in War
- 1940: Die Stunde der Vergeltung (The Son of Monte Cristo)
- 1940: Ein Mann mit Phantasie (A Dispatch from Reuters)
- 1941: Gefährliche Liebe (Rage in Heaven)
- 1941: Arzt und Dämon (Dr. Jekyll and Mr. Hyde)
- 1942: Frankenstein kehrt wieder (The Ghost of Frankenstein)
- 1945: Jagd im Nebel (Confidential Agent)